# Fullerton (Nebraska)
Fullerton è un comune degli Stati Uniti d'America, situato in Nebraska, nella contea di Nance.